# Syzeuctus tenuifasciatus
Syzeuctus tenuifasciatus är en stekelart som beskrevs av Otto Schmiedeknecht 1900. Syzeuctus tenuifasciatus ingår i släktet Syzeuctus, och familjen brokparasitsteklar. Arten är reproducerande i Sverige. Inga underarter finns listade.